# アゼルバイジャングランプリ
アゼルバイジャングランプリ（アゼルバイジャンGP, 英: Azerbaijan Grand Prix）は、アゼルバイジャンのバクー市街地コースで2017年から開催されているF1世界選手権レースの1戦である。
バクー市街地コースでのF1初開催は2016年であるが、この年のみヨーロッパグランプリとして開催されている。

## 概要
2016年、アゼルバイジャンのバクー市街地コースにて、初めてF1が開催されることになった。アゼルバイジャンでは重複するF1のレースが無く、「アゼルバイジャングランプリ」の名称でも開催が可能であったが、この年のみ「ヨーロッパグランプリ」の名称を使用し、翌2017年からは「アゼルバイジャングランプリ」へ変更することになった。
バクー・シティ・サーキットのエグゼクティブディレクターを務めるアリフ・ラヒモブは、2016年のみ「ヨーロッパグランプリ」の名称を使用した理由について「イベント初開催にあたり、我々の国をヨーロッパの一部、ヨーロッパのレースとして位置づけたかったし、また世界に我々のヨーロッパのメンタリティ、外国人観光客がここに容易に訪問し、快適性を見つけられるという我々の国の開放性を示したかった」とコメントしており、名称変更の理由については「現在、我々はレースを“F1アゼルバイジャンGP”へと名前を変えるのに適切な時間だと感じている。今夏のレース後、多くのF1ファンが我々の社会がヨーロッパのメンタリティと密接に関連していることを発見したが、2017年以降もアゼルバイジャンでレースが開催される今、注目を引くには適切な時間だと感じた」と述べている。
コース幅の狭い市街地コースであるが故にセーフティカーが出動するケースが多く、荒れた展開になりやすい傾向にある。
2016年から10年間のグランプリ開催契約を締結したが、2018年にこの契約の解約条項が発動され、2020年までに短縮された。2019年に改めて3年間の延長契約が成立し、2023年まで開催されることになった。契約期間が満了する2023年に3年間の契約延長が発表され、2026年までの開催が決定した。
2016年と2017年は6月、2018年と2019年は4月に開催され、2020年は6月に戻る予定であったが、2019新型コロナウイルスの感染拡大の影響により中止された。2023年は再び4月に戻り、2024年は9月の開催となる。

## 主な出来事
- 2017年 - セーフティカーが3回出動し、2回目の出動時にセバスチャン・ベッテルがルイス・ハミルトンに追突。ベッテルは10秒ストップのペナルティを科せられ、ハミルトンもヘッドレストにトラブルが発生して優勝争いから脱落した。荒れたレースを制したのはスタート後にトラブルでピットインし、最下位から追い上げたダニエル・リカルドであった[6]。またこの年デビューしたウィリアムズのランス・ストロールが3位に入りF1での初表彰台を獲得した。

- 2018年 - 激しいバトルを繰り広げたレッドブルの2台（リカルドとマックス・フェルスタッペン）が同士討ちにより両者リタイア。レース終盤の残り3周、セーフティカー明けに2位のセバスチャン・ベッテルがトップを走行中のバルテリ・ボッタスのオーバーテイクを試したが、オーバーラン。次の週にはボッタスもタイヤがバーストして優勝を逃し、ハミルトンがレースを制した[6]。

- 2019年 - FP1でコース上のマンホールの蓋が浮き、ジョージ・ラッセルのマシンのフロアを直撃するという事故を筆頭にストロールやクビアトなどが相次いでクラッシュした。決勝レースでは、バーチャルセーフティカーが1回発令したものの決勝レースは荒れることもなくメルセデスがF1史上初の開幕から4戦連続1-2フィニッシュを達成した[14]。

- 2021年 - 予選で相次いでウォールにクラッシュしたなか、シャルル・ルクレールがポールポジションを獲得した。決勝レースでは、ピットストップ戦略でトップに立ったマックス・フェルスタッペンが47周目に突然左リアタイアがバーストしてウォールにクラッシュ。レースは49周目に赤旗中断となった。残り2周のスタンディングスタートでレースは再開したが、2番グリッドのルイス・ハミルトンが1コーナーでオーバーシュートし、ポイント圏外へと脱落する。優勝は6番スタートで赤旗中断前にトップに立ったセルジオ・ペレスが優勝。レッドブル移籍後初勝利となった。2位はセバスチャン・ベッテルがアストンマーティンF1移籍後初表彰台を獲得。3位はスクーデリア・アルファタウリのピエール・ガスリーが入った。

## 過去のレース結果
| 年    | 決勝日                                                   | ラウンド                                                 | サーキット                                               | 勝者                                                     | コンストラクター                                         | 結果                                                     |
| ----- | -------------------------------------------------------- | -------------------------------------------------------- | -------------------------------------------------------- | -------------------------------------------------------- | -------------------------------------------------------- | -------------------------------------------------------- |
| 2017  | 6月25日                                                  | 8                                                        | バクー                                                   | ダニエル・リカルド                                       | レッドブル-タグ・ホイヤー                                | 詳細                                                     |
| 2018  | 4月29日                                                  | 4                                                        | バクー                                                   | ルイス・ハミルトン                                       | メルセデス                                               | 詳細                                                     |
| 2019  | 4月28日                                                  | 4                                                        | バクー                                                   | バルテリ・ボッタス                                       | メルセデス                                               | 詳細                                                     |
| 2020  | 新型コロナウイルス感染症(COVID-19)の世界的流行のため中止 | 新型コロナウイルス感染症(COVID-19)の世界的流行のため中止 | 新型コロナウイルス感染症(COVID-19)の世界的流行のため中止 | 新型コロナウイルス感染症(COVID-19)の世界的流行のため中止 | 新型コロナウイルス感染症(COVID-19)の世界的流行のため中止 | 新型コロナウイルス感染症(COVID-19)の世界的流行のため中止 |
| 2021  | 6月06日                                                  | 6                                                        | バクー                                                   | セルジオ・ペレス                                         | レッドブル-ホンダ                                        | 詳細                                                     |
| 2022  | 6月12日                                                  | 8                                                        | バクー                                                   | マックス・フェルスタッペン                               | レッドブル-RBPT                                          | 詳細                                                     |
| 2023  | 4月30日                                                  | 4                                                        | バクー                                                   | セルジオ・ペレス                                         | レッドブル-ホンダ・RBPT                                  | 詳細                                                     |
| 2024  | 9月15日                                                  | 17                                                       | バクー                                                   | オスカー・ピアストリ                                     | マクラーレン-メルセデス                                  | 詳細                                                     |
| 出典: |                                                          |                                                          |                                                          |                                                          |                                                          |                                                          |

## 優勝回数

### ドライバー
| 回数  | コンストラクター           | 優勝年     |
| ----- | -------------------------- | ---------- |
| 2     | セルジオ・ペレス           | 2021, 2023 |
| 1     | ダニエル・リカルド         | 2017       |
| 1     | ルイス・ハミルトン         | 2018       |
| 1     | バルテリ・ボッタス         | 2019       |
| 1     | マックス・フェルスタッペン | 2022       |
| 1     | オスカー・ピアストリ       | 2024       |
| 出典: |                            |            |

- 太字は2025年のF1世界選手権に参戦中のドライバー。

### コンストラクター
| 回数  | コンストラクター | 優勝年                 |
| ----- | ---------------- | ---------------------- |
| 4     | レッドブル       | 2017, 2021, 2022, 2023 |
| 2     | メルセデス       | 2018, 2019             |
| 1     | マクラーレン     | 2024                   |
| 出典: |                  |                        |

- 太字は2025年のF1世界選手権に参戦中のコンストラクター。

### エンジン
| 回数  | メーカー       | 優勝年           |
| ----- | -------------- | ---------------- |
| 3     | メルセデス     | 2018, 2019, 2024 |
| 1     | タグ・ホイヤー | 2017             |
| 1     | ホンダ         | 2021             |
| 1     | RBPT           | 2022             |
| 1     | ホンダ・RBPT   | 2023             |
| 出典: |                |                  |

- 太字は2025年のF1世界選手権に参戦中のメーカー。

1. ↑  ルノーが製造。
2. 1 2 3  2022-2025年にホンダ・レーシング(HRC)が製造しているRBPT及びホンダ・RBPTと記録は別扱い。

## 冠スポンサー
- SOCAR（2019年）[19]
- カタール航空（2024年）[20]